# Campoplex philippinus
Campoplex philippinus là một loài tò vò trong họ Ichneumonidae.